# النيجر في الألعاب الأولمبية
النيجر في الألعاب الأولمبية تقوم اللجنة الأولمبية الوطنية الرياضية النيجرية بالإشراف في شؤون مشاركة النيجر في الألعاب الأولمبية، شاركت النيجر أول مرة في الألعاب الأولمبية في دورة 1964 في طوكيو في اليابان، في رصيد النجير ميدالية برونزية واحدة فاز بها الملاكم إيساكا دوبورغ في دورة 1972 في ميونخ.